# HD 141569

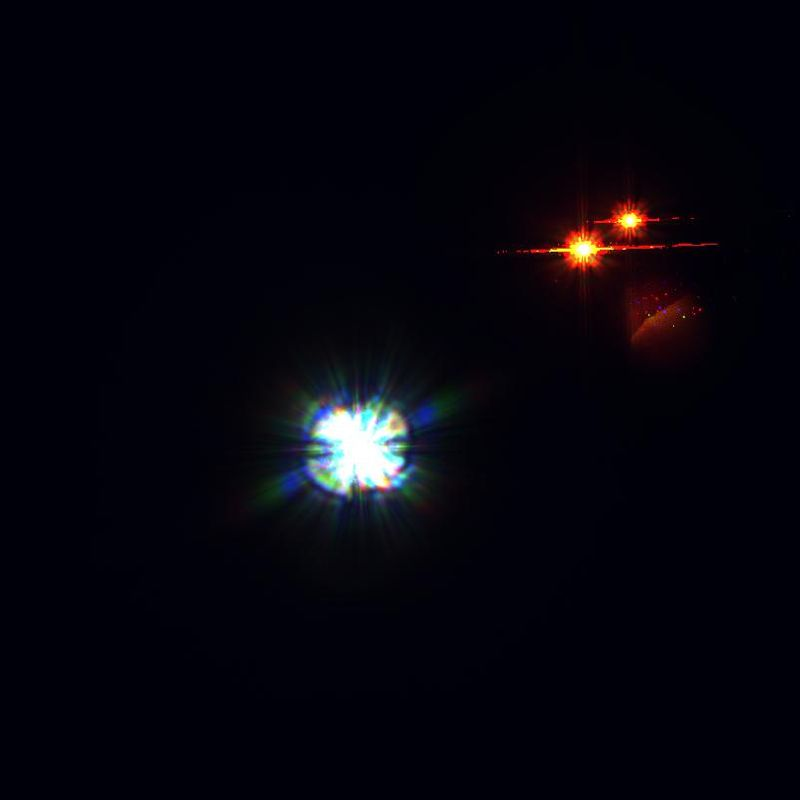
Imatge de l'HD 141569 amb els seus dos companys pressa pel Hubble al 2002.

HD 141569 és una estrella de seqüència tipus-B a aproximadament 320 anys llum, i se situa a la Constel·lació de la Balança. La primera estrella té dues companyes nanes roges que s'orbiten entre si en uns 9 segons d'arc. L'any 1999 es va descobrir un disc protoplanetari al voltant de l'estrella. S'ha especulat des llavors la possibilitat que s'estigui formant un planeta extrasolar al voltant del disc protoplanetari. HD 141569 té, aproximadament, 5 milions d'anys i la seva temperatura és de 10,500 K.

## Sistema planetari
Al gener del 1999, la NASA anuncià l'existència d'un disc protoplanetari al voltant d'HD 141569. El Telescopi Espacial Hubble demostrà que el disc venia en dues parts, interior i exterior.
El vast disc fa 13 vegades el diàmetre de l'òrbita de Neptú. La vora interior del clavill se situa a 21 milions de milles de l'estrella. L'escletxa és relativament estreta, i s'ubica a aproximadament a mig camí entre les vores interior i exterior del disc. Tot i que ja és una estrella completament desenvolupada, HD 141569 n'és una rel·lativament jove. De fet, hom calcula que ha passat només per un 1% de la seva vida com a estrella estable. HD 141569 és gairebé 3 vegades més massiva i 22 vegades més brillant que el Sol.
HD 141569 s'identificà per primer cop l'any 1986, sent considerada una font que podria tenir un disc protoplanetari. L'estrella fou localitzada pel telescopi Infrared Astronomical Satellite (IRAS). I la radiació tèrmica emesa per HD 141569 fou captada per l'Observatori W. M. Keck al juny del 2015.

### Possible planeta
L'escletxa en el disc protoplanetari fa concloure que és probable que s'estiga formant un proplaneta al voltant de la estrella. El planeta podria anar impactant amb la pols i les roques mentre gira al voltant de la seva estrella, o la gravetat del planeta podria colpejar la pols d'una part del disc.